# آغلک

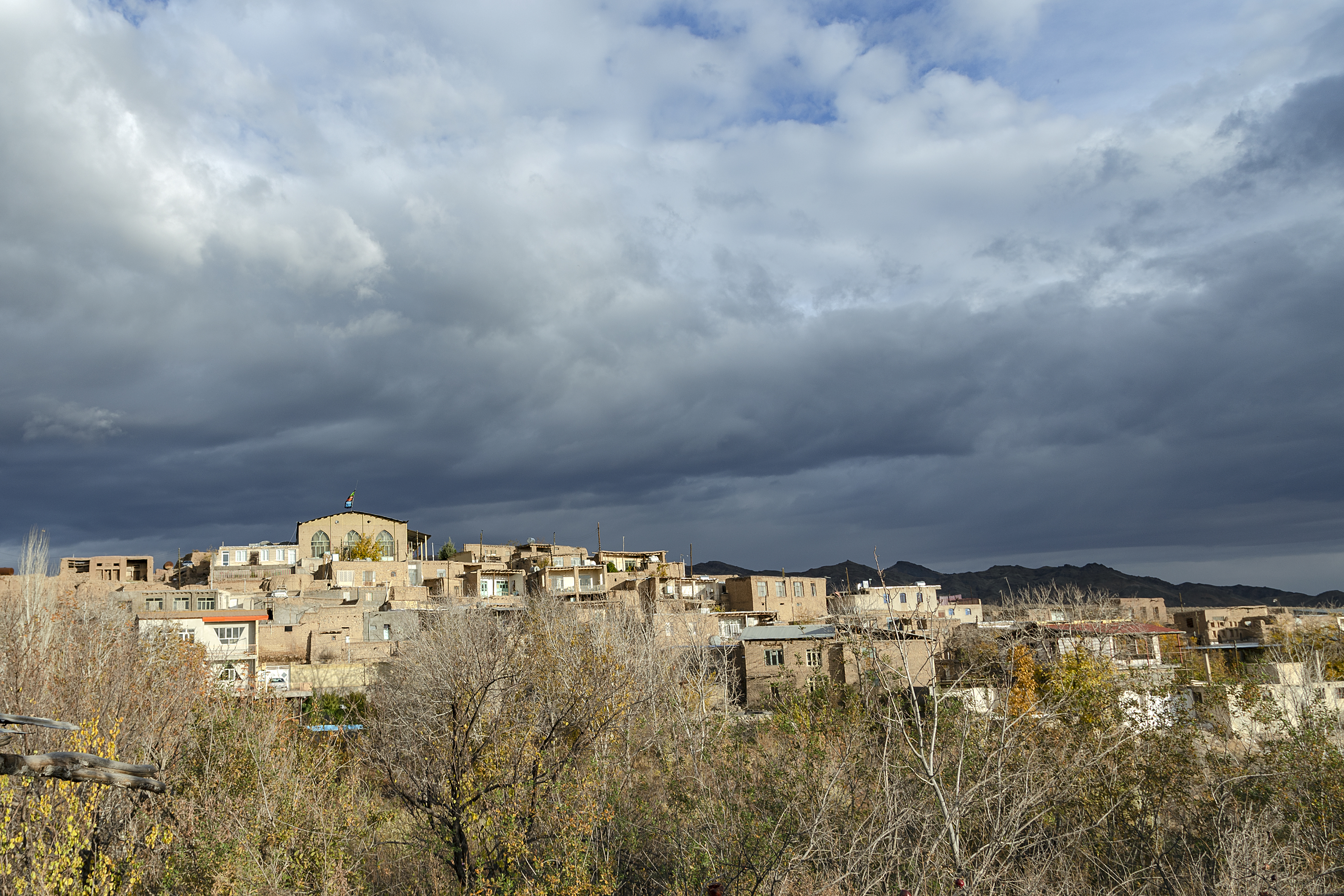
روستای آقالک در شهر قاهان.

آقالک یا هفت‌چشمه نام روستایی از توابع بخش قاهان شهرستان جعفرآباد در استان قم است. این روستا در دهستان قاهان قرار دارد. 
و براساس سرشماری مرکز آمار ایران در سال ۱۳۸۵، جمعیت‌آن ۱۱۴ نفر(۳۶ خانوار) بوده است.